# Janusz Balewski
Janusz Balewski (ur. 1933 w Leonpolu, zm. 17 stycznia 2022) – polski dyplomata i działacz partyjny, ambasador w Argentynie (1988–1992). 

## Życiorys
W 1960 ukończył Szkołę Główną Służby Zagranicznej, następnie studiował podyplomowo w Wyższej Szkole Nauk Społecznych przy KC PZPR. W 1961 podjął pracę w Ministerstwie Handlu Zagranicznego, gdzie doszedł do stanowiska podsekretarza stanu (1985–1988). Pracował jako dyplomata w Kostaryce (1966–1970), Panamie (1975–1975) i Meksyku (1975–1979). W 1988 rozpoczął misję jako ambasador nadzwyczajny i pełnomocny w Argentynie. 